# 斯蒂文·麥金托什
斯蒂文·麥金托什（Steven Mackintosh，1967年4月30日—）是英國的一位演員。麥金托什出生在英國劍橋郡劍橋，出演過兩根槍管等電影。